# René de Savoie
René de Savoie, genannt Le Grand Bâtard de Savoie (it.: Renato di Savoia, * wohl 1473; † 31. März 1525 in Pavia) aus dem Haus Savoyen war Graf von Villars (ab 1497) und Graf von Tenda (ab 1501), sowie Großmeister von Frankreich (ab 1519).

## Leben

### Herkunft
René ist der uneheliche Sohn von Philipp II. (1438–1497), Herzog von Savoyen,  und Libera Portoneri. Vermutlich wurde er im Jahr 1473 geboren. Einige Autoren, z. B. Saint-Simon, aber auch Germain, übernehmen die Angabe von Guichenon, der seine Mutter mit Bonne de Romagne, der zweiten Mätresse des Herzogs, verwechselt. In seinem Testament von 1496 legitimiert ihn der Herzog. René de Savoie stand in der Thronfolge Savoyens an vierter Stelle hinter seinen Halbbrüdern Philibert, Charles und Philippe.
Im Zusammenhang mit seiner Anerkennung erhielt er die Bresse als Apanage. Seine Legitimität wurde von Philibert II. 1497 bestätigt, dann noch einmal 1499, insbesondere nach einer Bestätigung durch Kaiser Maximilian I. Im Jahr 1500 wurde er Generalleutnant von Savoyen. Nach Guichenon behielt er aufgrund der Heirat Philiberts mit Margarete von Österreich dieses Amt nur kurze Zeit.
Am 28. Januar 1501 heiratete er in Tenda Anna Lascaris, Erbin der Grafschaft Tenda; sie war die Tochter von Gianantonio Lascaris di Vintimille und Isabelle d’Anglure, sowie Witwe von Louis de Clermont-Lodève. Zum Zeitpunkt seiner Heirat ist er Gouverneur von Nizza. Bei der Hochzeit trat der Graf von Tenda den größten Teil seiner Güter an seine Tochter ab. Der Ehevertrag führt aus, dass René de Savoie  Namen und Wappen der Grafen von Tenda annehmen müsse.

### Bruch mit dem Herzog von Savoyen
Herzog Philibert heiratete im gleichen Jahr Margarete von Österreich, die René mit ihrer Abneigung verfolgte. und 1502 durch ihren Vater, Kaiser Maximilian, Renés Legitimierung für nichtig erklären ließ. Margarete, die auf ihren Ehemann einen wachsenden Einfluss ausübte, strengte gegen René einen Prozess an und erhielt 1503 von Philibert Rücknahme der Legitimation.
Bonivard erzählt in seiner Genfer Chronik eine Episode zwischen seinem Vater und Herzog Philibert II: „Philibert: Was halten Sie von Montjouvent [Name eines Höflings]? Wird er Ihnen nicht einen Gefallen tun wie den anderen? Bonivard: Monseigneur, niemand ist die Ursache außer Ihnen. Sie überlassen alle Autorität, Kredit und Handhabung, die Ihnen gehören, Ihrem Bruder. Wundern Sie sich, wenn wir ihm eher folgen als Ihnen? Wo der Honig ist, da sind die Fliegen. Philibert: Sorge dich nicht, das wird nicht anhalten!“
René floh nach Frankreich zu seiner Halbschwester, Luise von Savoyen, Gräfin von Angoulême und Mutter des späteren Königs Franz I. Gegen ihn wird ein Prozess geführt, in dem alle seine Güter im Savoyen konfisziert werden. Die Grafschaft Villars ging in die Aussteuer von Margarete über, ihm blieb nur die Grafschaft Tenda und die davon abhängigen Lehen in der Provence und Ligurien, die er aus dem Recht seiner Frau besaß. Philibert II. starb 1504 ohne Nachkommen, sein Nachfolger wurde sein jüngerer Bruder Karl.
René beschuldigte nun Jacques de Bussy, Seigneur d‘Eyria, Philibert II. mit vergifteten Duftäpfeln getötet zu haben, die in Lyon von einem piemontesischen Arzt hergestellt wurden. Dieser Arzt wurde gefoltert und gestand.
Als sein Schwiegervater Gianantonio Lascaris 1509 starb, erhielten Anna und René die Huldigung ihrer Vasallen in Tenda sowie aller davon abhängigen Lehen.

### In französischen Diensten
René de Savoie selbst huldigte am 20. Juli 1510 für die Grafschaft Tenda dem französischen König Ludwig XII.
Als Ludwig am 1. Januar 1515 starb, wurde Renés Neffe Franz I. dessen Nachfolger. Von ihm erhielt er am 11. Februar 1515 das Amt des Gouverneurs und des Großseneschalls der Provence. Der König, der von Ludwig XII. den Streit mit den Eidgenossen um das Herzogtum Mailand geerbt hatte (siehe Italienische Kriege), schickte René als Botschafter in die Schweiz. Im September 1515 nahm er an der Schlacht bei Marignano teil. Aufgrund seiner Teilnahme an diesem Krieg ernannte Franz I. seinen Onkel mit Patentbrief vom 31. Oktober 1519 zum Großmeister von Frankreich.
Um 1519/20 ließ René de Savoie ein Schiff bauen, die Sainte Marie de Bonaventure, auch La Grande Maîtresse genannt, die als Admiralsschiff diente. Dieses Schiff verließ Marseille am 24. August 1520, um die Johanniter von Rhodos gegen Angriffe der Osmanen zu verteidigen; am 6. Januar 1521 war es zurück in Marseille. Während dieser Expedition, im Oktober 1520 wurde der Admiral Christophe de Chanoy vor Beirut getötet. Im Mai 1522 nahm das Schiff an einer Expedition teil, die der Republik Genua helfen sollte, und von René des Savoie als Admiral und Generalleutnant Pedro de Navarra kommandiert wurde. Es beteiligte sich 1524 an der Verteidigung und Versorgung von Marseille während der Belagerung der Stadt durch den Connétable Charles III. de Bourbon-Montpensier. René de Savoie vermietete La Grande Maîtresse vom 28. Juni 1524 bis zum 30. April 1525 für 1500 Écu pro Monat an seinen Neffen, den König. Nach dem Tod Renés ließ Luise von Savoyen, die Mutter des Königs, den Wert des Schiffes schätzen, Franz I. kaufte das Schiff dann im Juli oder August 1526 von seiner Tante, der Gräfin von Villars und Tenda.
Am 2. Januar 1562 erklärte Emanuel Philibert, Sohn von Herzog Karl von Savoyen und Neffe Renés, in einem Patentbrief, dass Claude de Savoie, Graf von Tenda, und seine Nachkommen, in Savoyen erbberechtigt wären, falls die regierende Linie aussterben sollte.
Bei der Schlacht bei Pavia am 24. und 25. Februar 1525 wurde er verwundet und gefangen genommen; er scheint an den Folgen der Verwundung am 31. März 1525 in Pavia gestorben zu sein, bevor sein Sohn ein Lösegeld zahlen konnte. Er wurde in der Kapelle Saint-Louis der Kirche Sainte-Marie in Tenda bestattet.

## Nachkommen
Die Kinder von René de Savoie und Anna Laskaris sind: :
- Claude (1507–1566), Graf von Tenda, 1561 Graf von Sommariva en 1561, 1525–1566 Gouverneur de Provence[11]; ⚭ (1) Marie de Chabannes de La Palice (um 1515–1538), Tochter von Jacques II. de Chabannes, Seigneur de La Palice, Marschall von Frankreich; ⚭ (2) Françoise de Foix-Candale, Tochter von Jean de Foix-Candale, comte de Gurson et du Fleix, und Anne de Villeneuve, Tochter von Louis de Villeneuve, Marquis de Trans;
- Madeleine (um 1510–1586); ⚭ 1526[14] Anne de Montmorency (1493–1567), Connétable von Frankreich;
- Marguerite († 1591), ⚭ Antoine de Luxembourg, Graf von Brienne;
- Honorat II. (1511–1580), 1. Marquis de Villars, erbte 1572 Tenda und Sommariva beim Tod seines Neffen Honorat I. de Savoie, 1571 Marschall von Frankreich, 1572 Admiral von Frankreich; ⚭ um 1540 Jeanne-Françoise de Foix-Candale, Vicomtesse de Castillon, Tochter von Alain de Foix-Candale
- Isabelle oder Isabeau; ⚭ 1527 René de Bastarnay, Sohn von François de Bastarnay und Enkel von Imbert de Batarnay, Comte du Bouchage; ihre Tochter heiratete Guillaume de Joyeuse, Marschall von Frankreich